# Hypnaceae
Hypnaceae er en familie af mosser. Otte af de cirka 65 slægter findes i Danmark.
| Danske slægter |

- Calliergonella
- Herzogiella
- Homomallium
- Hypnum

- Platydictya
- Ptilium
- Pylaisia
- Taxiphyllum